# Морозова Наталія Григорівна (психолог)
Наталія Григорівна Морозова (28.08.1906-02.11.1989) — радянська психологиня і дефектологиня, учениця Л. С. Виготського .

## Біографія
Навчалася в педагогічному технікумі (1921—1925), закінчила педагогічний факультет 2-го МДУ . У 1920-30 і рр. входила до складу «великої п'ятірки» найближчих учнів Л. С. Виготського (Запорожець, Божович, Морозова, Левіна, Славіна). Аспірантка НДІ дефектології (1939—1944), старша наукова співробітниця Інституту загальної та педагогічної психології АПН РРФСР (1944—1953); з 1953 року до останніх днів свого життя — співробітниця НДІ дефектології (заступниця директора інституту, завідувачка лабораторією виховання і навчання дітей з вадами зору, а також лабораторією дошкільного виховання аномальних дітей, професорка-консультантка). Докторська дисертація — «Формування інтересів у дітей в умовах нормального і аномального розвитку» (1968).
Вільно володіла трьома іноземними мовами: французькою, німецькою та англійською.

## Науковий внесок
Вивчала питання розвитку мотивації та інтересу до навчання у дітей. Зробила внесок у вивчення проблеми розвитку мови. Продовжуючи традицію дефектологічних досліджень, закладену Виготським, проводила психолого-педагогічні дослідження розвитку аномальних (abnormal) дітей.
Авторка понад 160 наукових праць з проблем психології, загальної педагогіки та дефектології. За багаторічну наукову діяльність Н. Г. Морозова нагороджена медалями, почесними грамотами, значками «Відмінник освіти» РРФСР і СРСР.

## Родина
Батьки: Морозов Григорій Федорович (1872—1947), російський і радянський військовий діяч, генерал-лейтенант (1940)
Морозова Віра Павлівна (1884—1947)
Дочка — Морозова Наталія Миколаївна (1931—2013), кандидатка фізико-математичних наук, доцентка МОПІ ім. Н. К. Крупської (нині Московський державний обласний університет)
Онучка — Мінєєва Юлія Олександрівна (народ.1963 р.). Учителька-логопед, дефектологиня. Живе і працює в Москві.

## Зовнішні джерела
- Біографія на сайті Інституту корекційної педагогіки РАО